# Frank Sidoris

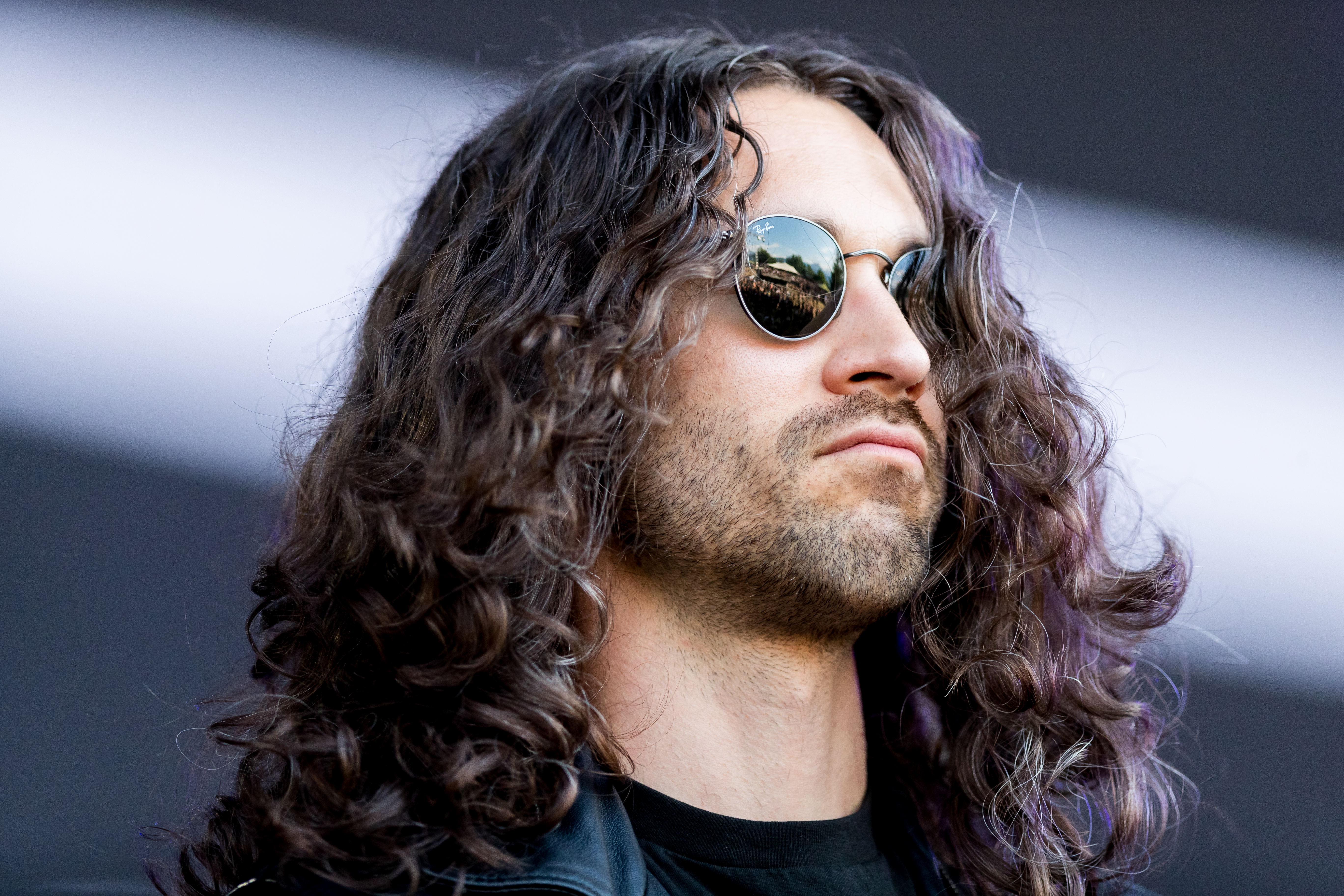
Frank Sidoris (2023)

Frank Sidoris (* 9. Oktober 1988 in Las Vegas, Nevada) ist ein US-amerikanischer Gitarrist. 

## Werdegang
Frank Sidoris wuchs in Henderson auf und nahm ab dem 15. Lebensjahr Gitarrenunterricht. Nach seinem Abschluss an der Coronado High School spielte Sidoris kurzzeitig in der Band Saint Rose. Im Jahre 2011 lernte er zufällig Alex DeLeon, den Sänger der Band The Cab, kennen und erhielt eine Einladung zum Vorspielen. Sidoris schloss sich daraufhin als Livegitarrist der Band an und spielte auf deren zweitem Album Symphony Soldier. Anfang 2012 erhielt Sidoris eine Einladung des Gitarristen Slash zum Vorspielen. Sidoris wurde Slash von seinem Schlagzeuger Brent Fitz empfohlen. Einen Tag nach dem Vorspielen wurde Sidoris in Slashs Liveband als Rhythmusgitarrist aufgenommen. Nachdem Sidoris auf den Studioalben Apocalyptic Love und World on Fire nicht zu hören war, wurde er im Jahre 2018 zum festen Bandmitglied und debütierte auf dem Album Living the Dream. Im November 2020 wurde Frank Sidoris als Gitarrist der Liveband von Mammoth, dem Soloprojekt von Wolfgang Van Halen, vorgestellt.

## Diskografie
mit The Cab
- 2012: Symphony Soldier

mit Slash feat. Myles Kennedy and the Conspirators
- 2018: Living the Dream